# Magnolia campbellii
Espèce
Statut de conservation UICN

 LC  : Préoccupation mineure
Magnolia campbellii, le magnolia de Campbell, est une espèce de plantes à fleurs de la famille des Magnoliacées. C'est un arbre présent en Asie du Sud et du Sud-Est.

## Description
Cet arbre mesure jusqu'à 30 m de haut. Il atteint la maturité sexuelle entre 25 et 30 ans et ne produit pas de fleurs ni de fruits avant cet âge. Il fleurit de février à avril.
Nommé campbellii en l'honneur d'Archibald Campbell (en), médecin britannique.

## Répartition et habitat
Cette espèce est présente en Inde (états d'Assam et Sikkim), au Népal, en Chine (Tibet et Yunnan), au Bhoutan et en Birmanie. Elle pousse entre 2 100 et 3 300 m d'altitude.

## Liste des variétés
Selon World Checklist of Selected Plant Families (WCSP) (30 décembre 2013) :
- Magnolia campbellii Hook.f. & Thomson (1855)

Selon Tropicos (30 décembre 2013) (Attention liste brute contenant possiblement des synonymes) :
- variété Magnolia campbellii var. alba Tresder